# Banjar Sari (Sungai Rumbai)
Banjar Sari is een bestuurslaag in het regentschap Muko-Muko van de provincie Bengkulu, Indonesië. Banjar Sari telt 629 inwoners (volkstelling 2010).